# Slaget vid Örlygsstad
Slaget vid Örlygsstad var ett av Islands största slag, som utkämpades i Örlygsstad den 21 augusti 1238, när tre av de mäktigaste ätterna möttes i en strid om makten på Island. Omkring 60 män föll av de närmare 3 000 som deltog.
Under ledning av Snorre Sturlassons bror Sighvat Sturlasson försökte Sturlungarna på Island att utöka sin makt, vilket provocerade andra ätter. Sturlungarnas maktambitioner medförde snart allt fler konflikter, främst med Gissur Torvaldsson av Haukdœla-ätten och asbirningarnas hövding Kolbein unge. En tillfällig förlikning med Kolbein uppnåddes dock år 1234. För att försona sig med kyrkan begav sig Sturla för sin egen och faderns räkning på botgörarfärd till Rom år 1233, där han fick påvens syndaförlåtelse och även lät sig gisslas offentligt. Då han återvände 1235 tycktes hans maktlystnad dock ha blivit större än förut. Både Sighvat och dennes övriga söner drogs nu in i Sturlas maktstrider. Asbirningar och Haukdalingar, i form av Kolbein unge och Snorre Sturlassons måg Gissur Torvaldsson slöt ett förbund, och gick till motattack, vilket resulterade i Islands största slag, slaget vid Örlygsstad. Då Sighvat och sönerna år 1238 med stort följe inföll i Skagafjorden för att överfalla Kolbein unge, blev de emellertid kringrända vid gården Örlygsstad (Örlygsstaðir) den 21 augusti. Sighvat, som nu var 68 år gammal, stupade i kampen; han hade då tillfogats 17 sår, vilket sågs som bevis för stor tapperhet. Också sönerna Sturla och Markus föll, medan två andra söner, Tord krok och Kolbein, flydde till kyrkan på Miklibær där de togs tillfånga och senare avlivades med faderns yxa. Endast sonen Tume den yngre lyckades undkomma, men dräptes några år senare. 
Sighvats ende återstående son, Tord kakali, var vid tillfället i Norge. Då han återkom 1242 hade Kolbein unge lagt under sig större delen av sturlungarnas rike och behärskade hela nordlandet. Tord lyckades dock efter stora motgångar hämnas sin far och bröderna i det blodiga slaget vid Haugsnes 1246.
1988 restes ett minnesmärke över slaget, som också ger detaljer om antalet döda och annat.